# Gilbert Seresia
Gilbert ridder Seresia (31 augustus 1922 - 22 juni 2007) was burgemeester van Overpelt en stichter van instellingen voor gehandicapten en multiple sclerose.

## Politiek
Gilbert Seresia was notaris in Overpelt. Na de gemeenteraadsverkiezingen van 1958 werd hij er burgemeester, van 1959 tot 1971.
Toen hij in 1959 burgemeester van Overpelt werd, wilde hij vier dingen. Om de mensen werk te geven, richtte hij in de heide het Nolim-park op, het eerste grote industriepark in België. Om hen te laten wonen, zorgde hij voor betaalbare woningen in de buurt, onder andere de wijk Holven. Om het cultureel niveau op te krikken, richtte hij een school voor Schone Kunsten op, wat later uitgroeide tot het NIKO in Neerpelt. Zijn vierde pijler was de gehandicaptenzorg.

## Stijn
Gilbert en zijn vrouw Mia Oversteyns hadden een zoontje, Stijn, met een ernstige mentale handicap. Toen Stijn in 1953 op eenjarige leeftijd overleed, was nog geen geschikte vorm van hulpverlening voorhanden. Buiten het MPI Sint-Elisabeth bestond er in de regio in die tijd niets voor gehandicapten. Omdat ze zelf een mentaal gehandicapt kind hadden, spraken andere ouders hen voortdurend aan. In 1964 startten Mia en Gilbert met de plannen voor een gehandicaptenvoorziening dat later de naam Sint-Oda zou krijgen.
Met hard werk en weinig subsidies slaagden zij erin om in 1970 de eerste bewoners op te nemen in Sint-Oda. Van bij het begin werden voor die tijd voor de hand liggende beslissingen genomen: kleinere leefgroepen, meisjes en jongens samen, opvang voor het leven. Verder werd geopteerd voor een grote openheid naar de ouders toe, die elk moment van de dag op bezoek komen. Al snel werd een oudercomité gevormd om ouders en voogden te betrekken bij de werking van de instelling.
In 1998 werd de vzw Stijn opgericht, een netwerk van gehandicaptenvoorzieningen met Sint-Oda in Overpelt, de Dienst Ambulante Begeleiding, 't Weyerke in Heusden-Zolder, De Witte Mol in Mol, De Klimroos in Overpelt, 't Klavertje in Houthalen, Sint-Gerardus in Diepenbeek, de Dienst Persoonlijke Assistent en de thuisbegeleidingsdienst Limburgse Stichting Autisme. In het totaal werken er ruim 1.400 mensen en wordt er zorg en begeleiding aan meer dan 1.200 mensen aangeboden.
Notaris Dirk Seresia, zoon van Gilbert en Mia, is voorzitter van deze vzw.

## Huldiging
In 2001 werd hij wegens zijn verdienste door koning Albert II tot ridder benoemd. Naar aanleiding daarvan verklaarde hij van zichzelf dat "hij de grootste bedelaar van Limburg" was.
Op 21 juni 2007 werd Gilbert nog gehuldigd bij de officiële opening van het vernieuwde Revalidatie- en MS-Centrum te Overpelt. Daags nadien is hij plots overleden.